# 雞母塢塭
雞母塢塭，又稱南塭仔，為台灣澎湖縣馬公市的一個島嶼。島嶼位置在馬公市五德里北方約500公尺海上，長約100公尺，寬約5公尺。乾潮時可由五德里北側涉水登島，滿潮時僅最高點露出水面。
雞母塢塭並未被列入的2005年澎湖縣島嶼數量研究案中的90島中，但其達到國際海洋公約對於島嶼的標準（四面環水並在高潮時高於水面的自然形成的陸地區域）。